# Openluchttheater Ede
Het Openluchttheater Ede of Eder Kuil is een openluchttheater in de Nederlandse plaats Ede, dat gebouwd is in 1936 in het kader van de werkverschaffing. Sinds 1911 was op deze locatie een zandgat ontstaan door afgravingen. De architect is de heer A. Weener, toenmalig directeur van de gemeentewerken.
Het kaartverkoopgebouw, de kleedruimte en de toiletgebouwen zijn ontworpen in de stijl van het nieuwe bouwen. Het theater heeft 2060 zitplaatsen. Dit aantal is uitzonderlijk hoog, gelet op de grootte van Ede in die tijd. Het openluchttheater valt verder op door de fraaie parkaanleg. Het is een rijksmonument.
Tijdens de Tweede Wereldoorlog werd het theater beschadigd door de Duitsers. In 1945 voerden de Canadese bevrijders van Ede herstelwerkzaamheden uit. Ter nagedachtenis hieraan is bovenaan bij de entree van de tribune een monument onthuld.
Het theater was en is het decor voor uiteenlopende evenementen, waaronder gymnastiekuitvoeringen, taptoes op Koninginnedag, Oecumenische kerkdiensten tijdens de Heideweek, concerten, en Lazy Sundays.
In 2014-2015 werden de bouwwerken in het theater gerestaureerd. In 2015-2016 vond de restauratie van de parkaanleg en infrastructuur plaats.

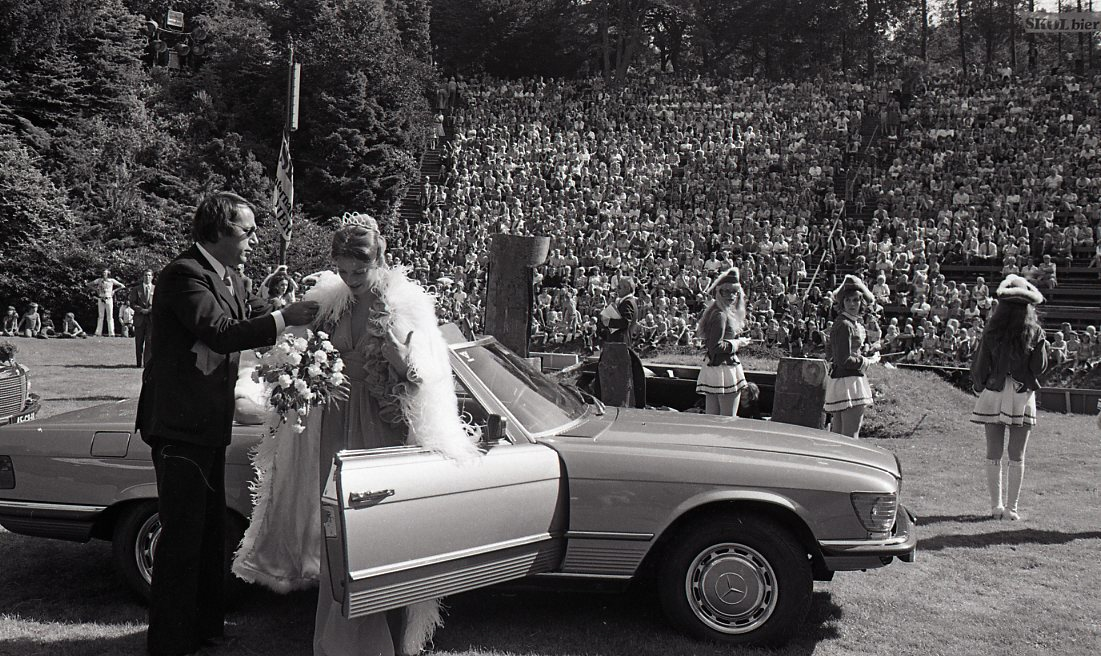
De Heidekoningin arriveert in het Openluchttheater voor de opening van de Heideweek (1975)
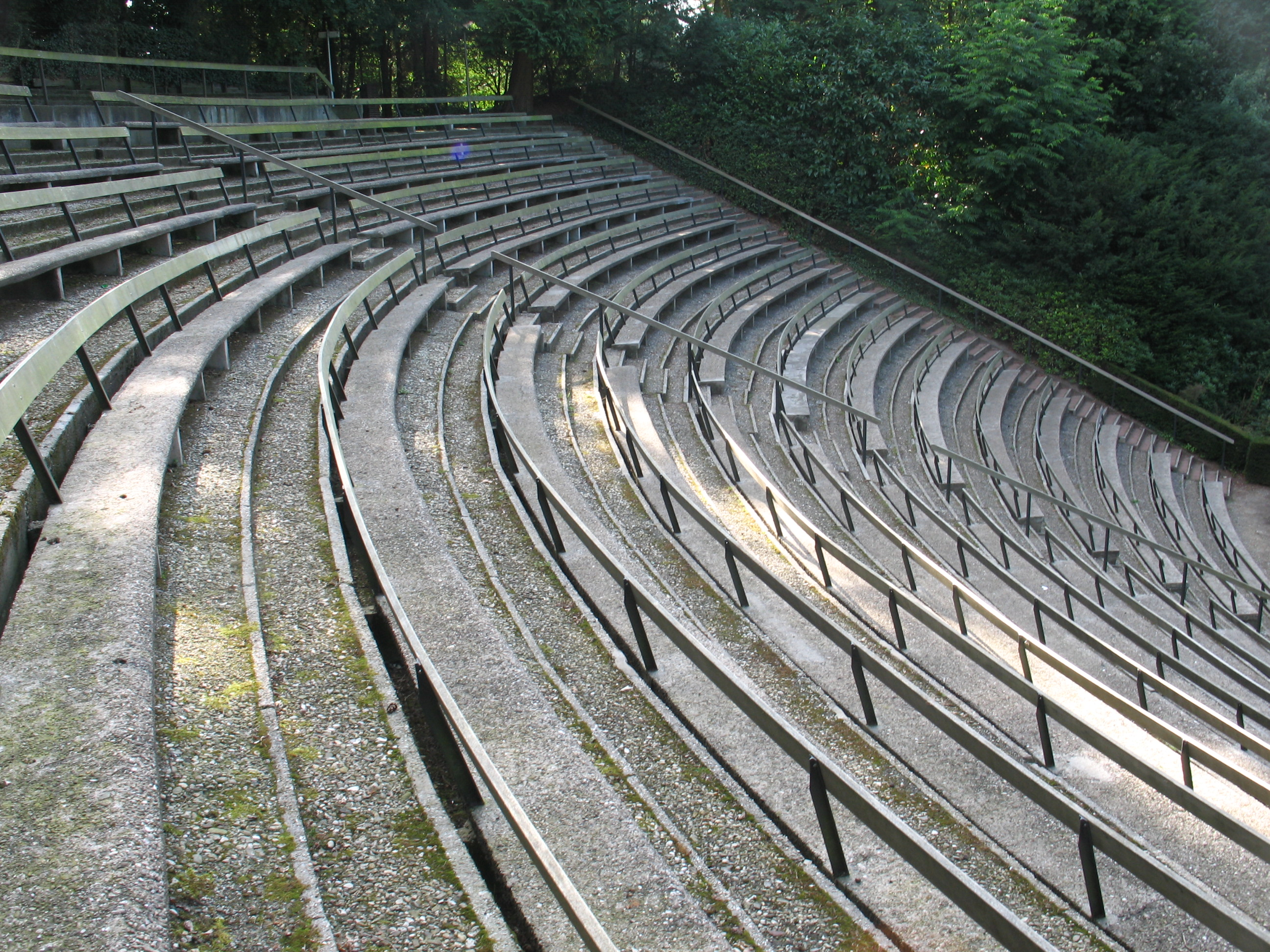
De tribune
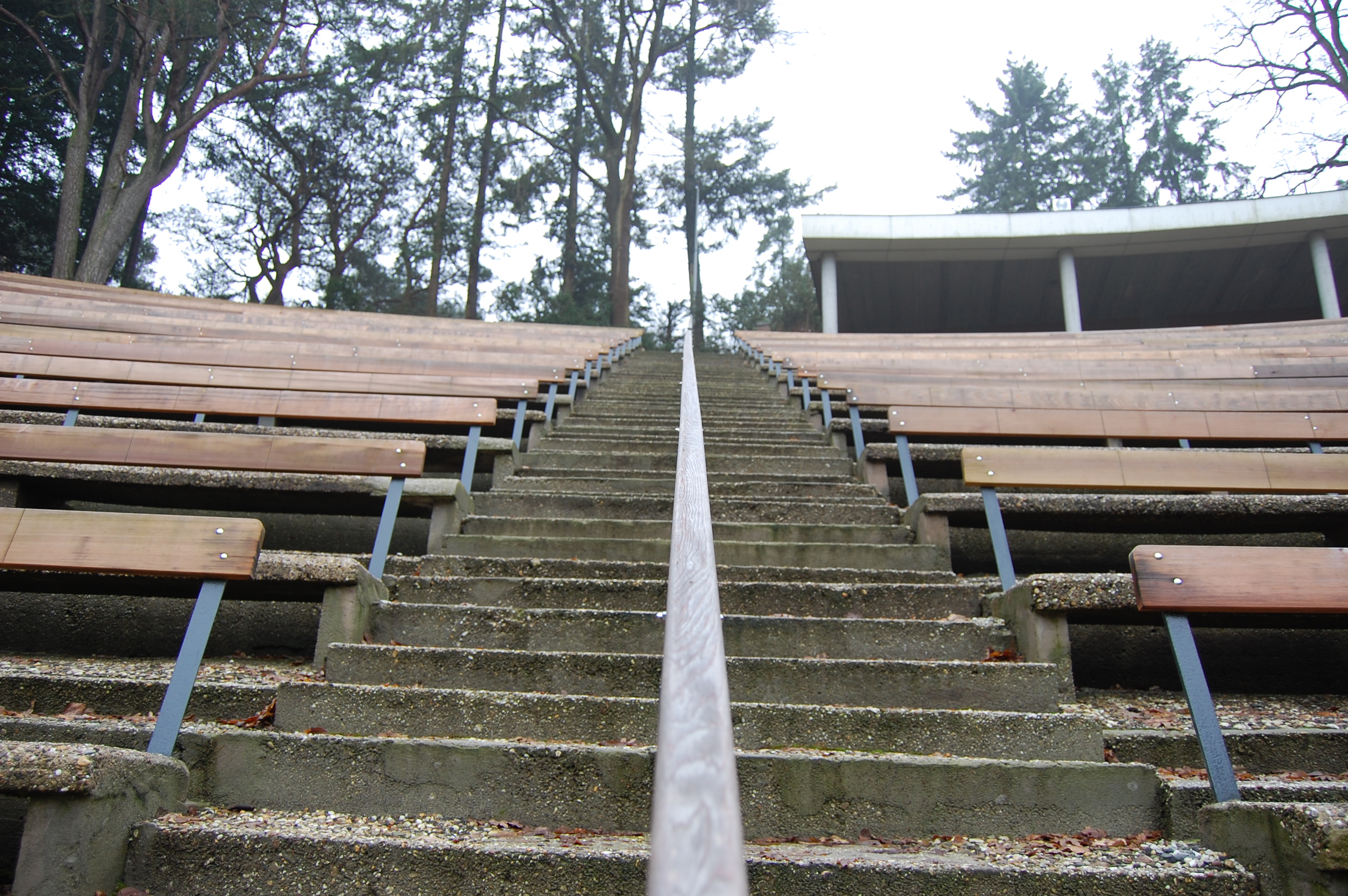
Trap
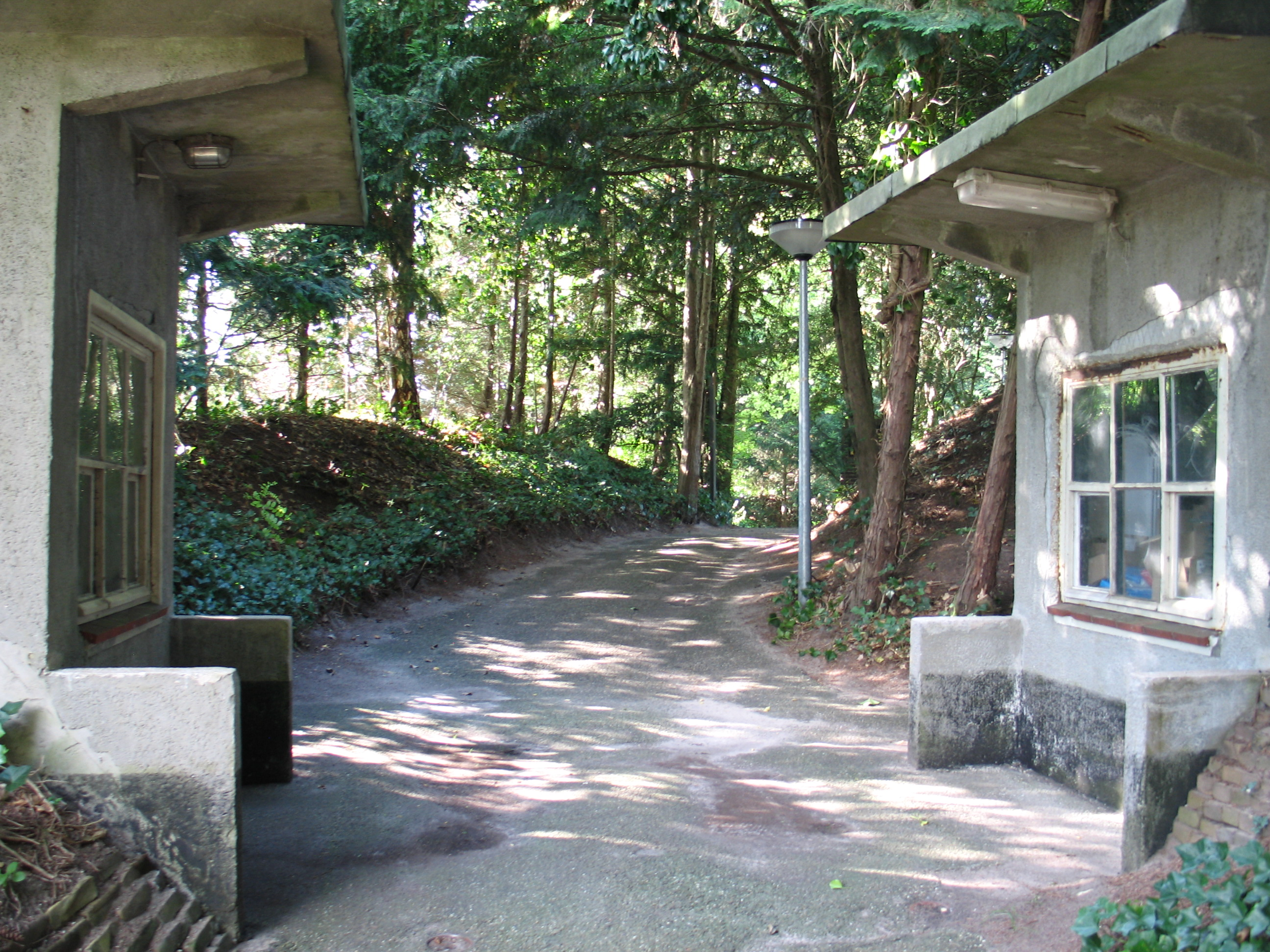
Kaartverkoopgebouwtjes
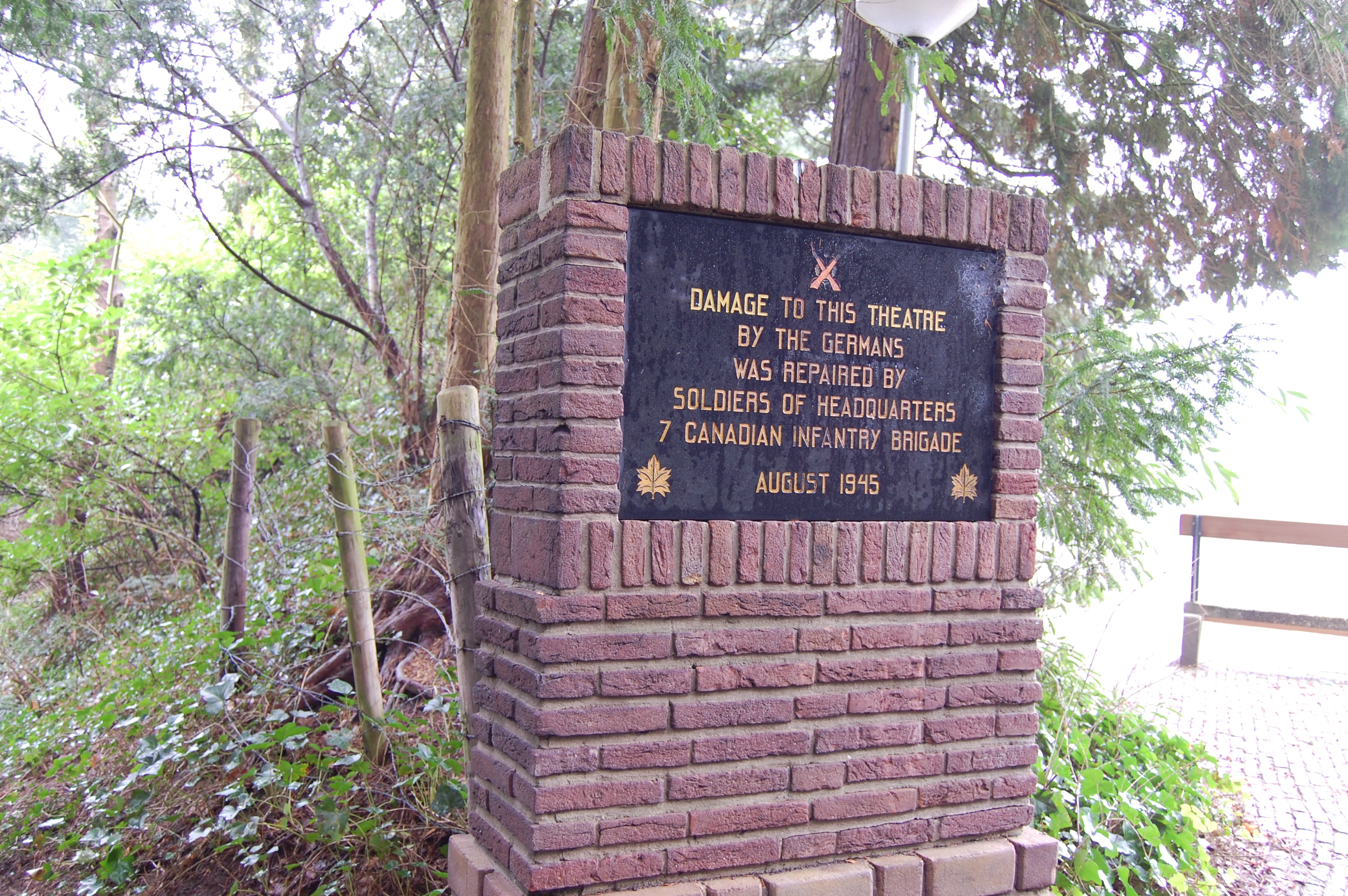
Monument
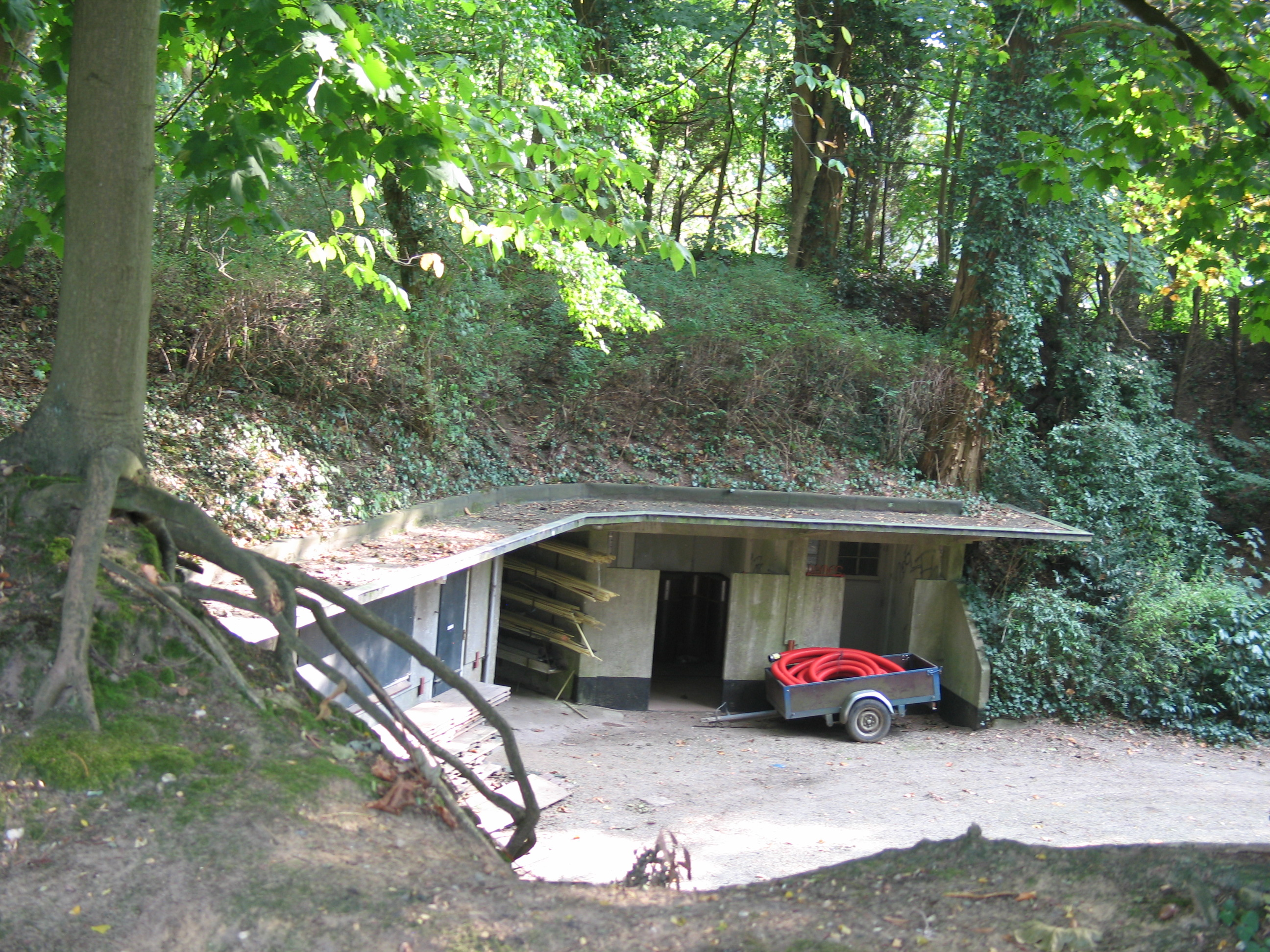
Toiletgebouw en kleedruimte